# Oratorio della Madonna di Mercatale
L'oratorio della Madonna di Mercatale è un edificio sacro che si trova in località Mercatale a Civitella in Val di Chiana.

## Descrizione
È una piccola costruzione in pietra con tetto a capanna, preceduta da un esonartece ad arcate a tutto sesto, costruita tra il 1630 ed il 1635, posta sul valico della cosiddetta Strada dei Mercanti, che dalla Val di Chiana portava nel Valdarno. Sopra il portale una lapide recita: De lemosine 16610 lire, ed è riferita alle elemosine raccolte in occasione della peste, che lasciò indenne la maggior parte della Val di Chiana e la città di Arezzo, con le quali fu costruito l'oratorio. All'interno si trova un bell'altare architettonico in legno dipinto a finto marmo (anche se ridipinto nel 1880) della bottega seicentesca dei Binoni, con al centro un'immagine della Madonna ritenuta miracolosa, modesto affresco ottocentesco.